# Фула (остров)

Фула на карте архипелага

Фу́ла (англ. Foula) — остров в архипелаге Шетландских островов, Шотландия.

## Этимология
Название острова возможно произошло от древнескандинавского -Fuglaey, что означает птичий остров. Похожее название имеет остров Фуглой в архипелаге Фарерских островов.

## География

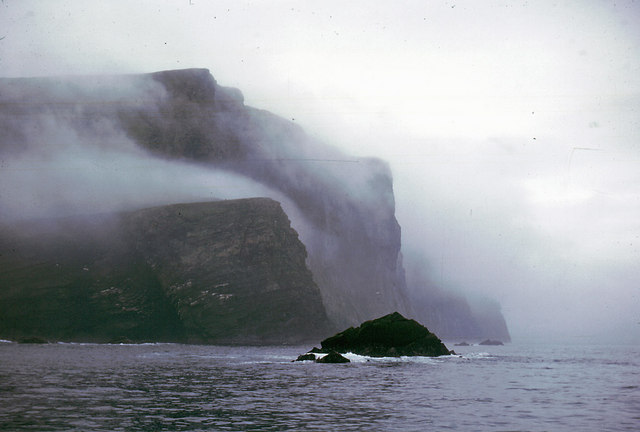
Отвесный обрыв, клиф.

Расположен к западу от острова Мейнленд. Омывается водами Атлантического океана.
Площадь составляет 12,65 квадратных километров. Высшая точка — гора Снеуг, 418 метров над уровнем моря. Низкие и изрезанные утёсы на востоке возрастают по направлению к западу, достигая 150—365 м на западном побережье и образуя отвесные обрывы типа клиф. На северной оконечности острова имеется природная арка.

## Население
Население составляет 31 человек, основное поселение — Хам на восточном берегу.

### Язык
В 1774 году шотландский священник Джордж Лоу записал на острове Фула «Балладу Хильдины» на ныне вымершем языке норн.

## Экономика

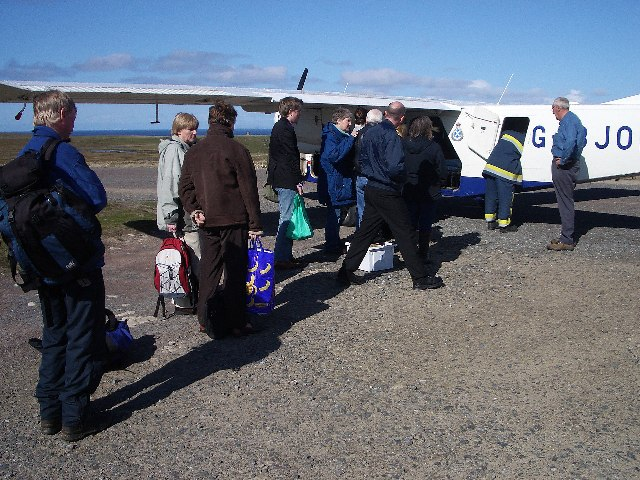
Аэродром.

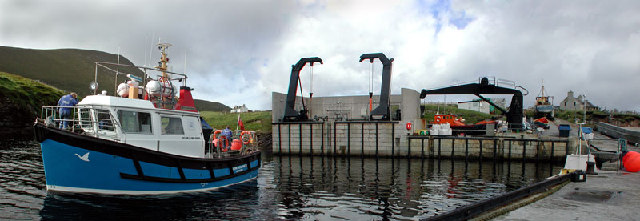
Паромная переправа.

Основные занятия жителей острова — рыболовство и овцеводство.
Имеется взлётно-посадочная полоса, с которой совершаются рейсы в аэропорт Тингуолл на острове Мейнленд.
Паром связывает Хам с деревней Уолс на острове Мейнленд.
На острове в 1986 году построен маяк, находящийся в ведении организации «Northern Lighthouse Board».

## Охрана природы
На острове организован заказник «Фула», покрывающий всю площадь острова. Под охраной:
- Большой поморник (Catharacta skua) — 2170 пар, 16 % мировой популяции (1992 год).
- Гагарка (Alca torda).
- Глупыш (Fulmarus glacialis).
- Короткохвостый поморник (Stercorarius parasiticus).
- Краснозобая гагара (Gavia stellata) — 11 пар, 1,2 % популяции Великобритании (1994 год).
- Обыкновенная моевка (Rissa tridactyla).
- Полярная крачка (Sterna paradisaea) — 1100 пар, 2,5 % популяции Великобритании (1992—1996 год).
- Северная качурка (Oceanodroma leucorhoa) — 50 пар, 0,1 % популяции Великобритании (1976 год).
- Тонкоклювая кайра (Uria aalge) — 25 125 пар, 1,1 % популяции Восточной Атлантики (1987 год).
- Тупик (Fratercula arctica) — 48 000 пар, 5,3 % популяции.
- Хохлатый баклан (Phalacrocorax aristotelis) — 2400 пар, 1,9 % популяции Северной Европы.

## Другое
- В сентябре 1914 года вблизи острова Фула сел на мель и был разрушен штормом трансатлантический океанский лайнер «RMS Oceanic». Одним из членов экипажа лайнера во время происшествия был офицер Чарльз Лайтоллер[9].
- На острове Фула летом 1936 года снимался полнометражный фильм «Край света» режиссёра Майкла Пауэлла. В сюжете фильма история об эвакуации жителей острова Хирта в архипелаге Сент-Килда[10].